# Джордж Пан Косматос
Джордж Пан Косматос (англ. George Pan Cosmatos; 4 січня 1941 — 19 квітня 2005) — італійський кінорежисер.

## Біографія
Джордж Пан Косматос народився 4 січня 1941 року в місті Флоренція, в грецькій родині, виріс в Єгипті і на Кіпрі. Закінчив Лондонський університет за спеціальністю — міжнародне право та Національну кіношколу в Лондоні.
Почав кар'єру як помічник режисера Отто Премінгера у фільмі «Вихід» (1960). Став популярним в Італії після фільмів «Убивство в Римі» (1973), у якому знімався Марчелло Мастроянні і «Переправа Кассандри» (1976) з Софі Лорен. У 1979 році надзвичайно успішним став фільм «Втеча до Афіни» за участю таких зірок, як Роджер Мур, Девід Нівен, Теллі Савалас і Клаудії Кардинале. Знімає два фільми за участю Сільвестра Сталлоне: «Рембо 2» (1985) і «Кобра» (1986). Наприкінці своєї кар'єри, створив вестерн «Тумстоун» (1993) про неспокійне місті в штаті Аризона, в яке прибуває легендарний шериф Вайетт Ерп, якого грає Курт Расселл. Його останнім фільмом є «Тіньова змова» (1997).
Збирав рідкісні книги англійської літератури.
Він був одружений з Бріджиттою Юнгберг. Помер від раку легенів 19 квітня 2005 року.

## Фільмографія
| Рік  |   | Українська назва                 | Оригінальна назва          | Роль                         |
| ---- | - | -------------------------------- | -------------------------- | ---------------------------- |
| 1960 | ф | Вихід                            | Exodus                     | помічник режисера            |
| 1964 | ф | Грек Зорба                       | Alexis Zorbas              | помічник режисера            |
| 1967 | ф | День, коли спливла риба          | The Day the Fish Came Out  | помічник режисера            |
| 1971 | ф | Улюблена                         | The Beloved                | режисер, сценарист, продюсер |
| 1973 | ф | Убивство в Римі                  | Rappresaglia               | режисер, сценарист           |
| 1976 | ф | Переправа Кассандри              | The Cassandra Crossing     | режисер, сценарист           |
| 1979 | ф | Втеча до Афіни                   | Escape to Athena           | режисер, сценарист           |
| 1983 | ф | Невідома тварина                 | Of Unknown Origin          | режисер                      |
| 1985 | ф | Рембо: Перша кров, частина II    | Rambo: First Blood Part II | режисер                      |
| 1986 | ф | Кобра                            | Cobra                      | режисер                      |
| 1989 | ф | Левіафан                         | Leviathan                  | режисер                      |
| 1993 | ф | Тумстоун                         | Tombstone                  | режисер                      |
| 1995 | с | Автомобільний кінотеатр Джо Боба | Joe Bob's Drive-In Theater | режисер                      |
| 1997 | ф | Тіньова змова                    | Shadow Conspiracy          | режисер                      |